# Lago del Predil
Il lago del Predil (Lâc di Rabil in friulano, Rabeljsko jezero in sloveno, Raibler See in tedesco) è un lago montano che si trova nel territorio del comune di Tarvisio (UD), in Friuli-Venezia Giulia, tra le Alpi Giulie (Val Rio del Lago), nei pressi del confine italo-sloveno, nelle vicinanze dell'abitato di Cave del Predil e del passo del Predil, da cui prende il nome (in realtà il nome originario è quello utilizzato nelle lingue friulana, slovena e tedesca, Raibl, antico nome del paese di Cave del Predil).

## Descrizione
Il lago sorge a 959 m s.l.m., è lungo 1,5 km, largo 500 m e profondo circa 30 m, ed è per dimensioni il secondo lago naturale del Friuli-Venezia Giulia dopo quello di Cavazzo. La sua conca, che si apre a metà circa della valle del Rio del Lago, è dominata a sud dalla Cima del Lago (Jerebica) (2.125 m), e a nord-est dalle Cinque Punte (1.909 m), appartenenti entrambi alla catena del Canin.
Probabilmente di origine glaciale, dovuto a sbarramento morenico o alle frane frequenti lungo l'emissario, tende rapidamente a colmarsi per le ghiaie che apporta il Rio di Saletto che scende da Sella Nevea. Grazie alla bellezza delle sue acque e dei dintorni è un punto di grande interesse turistico-naturalista.

## Galleria d'immagini

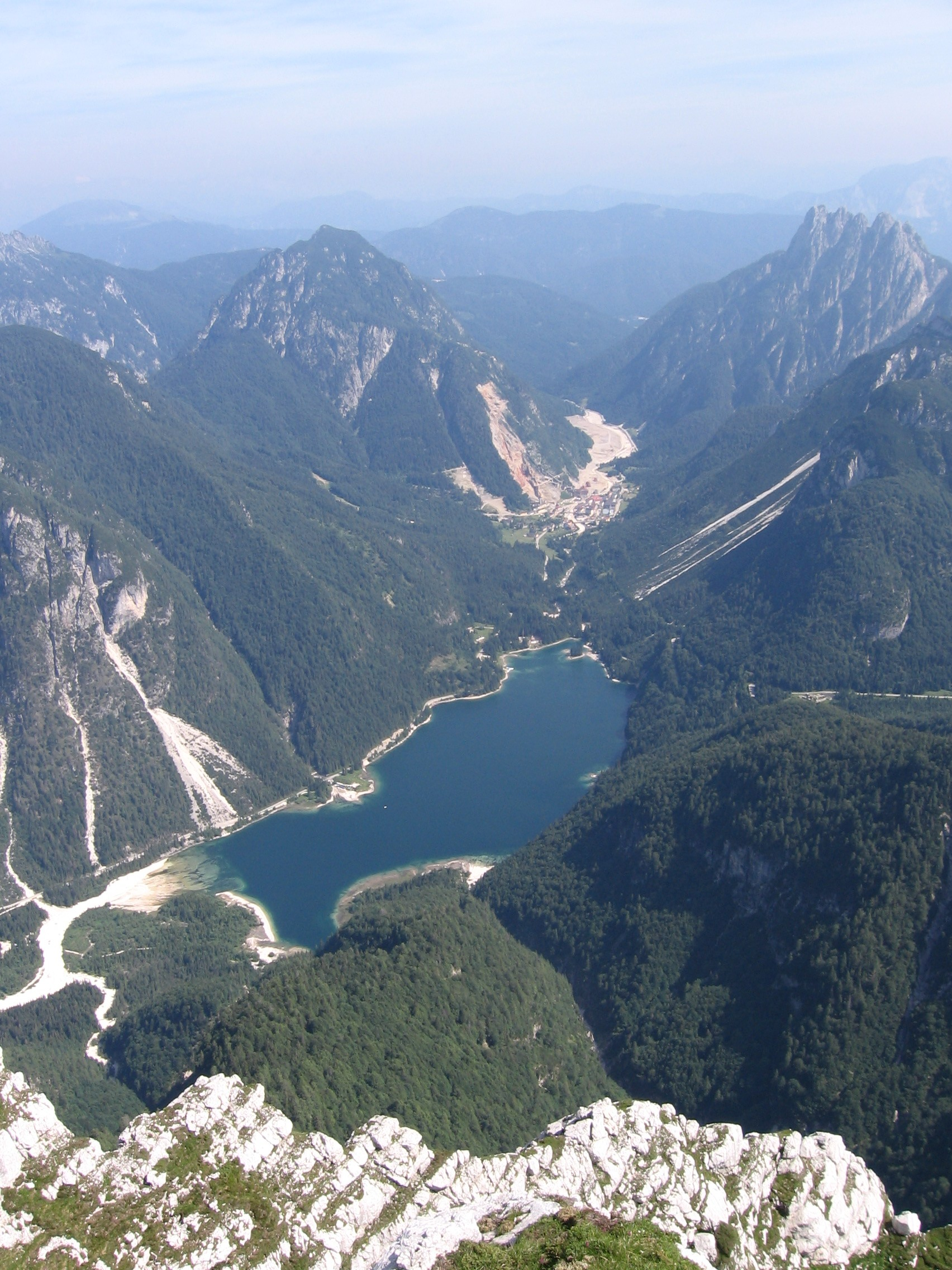
Il lago visto dalla Cima del Lago (Jerebica)
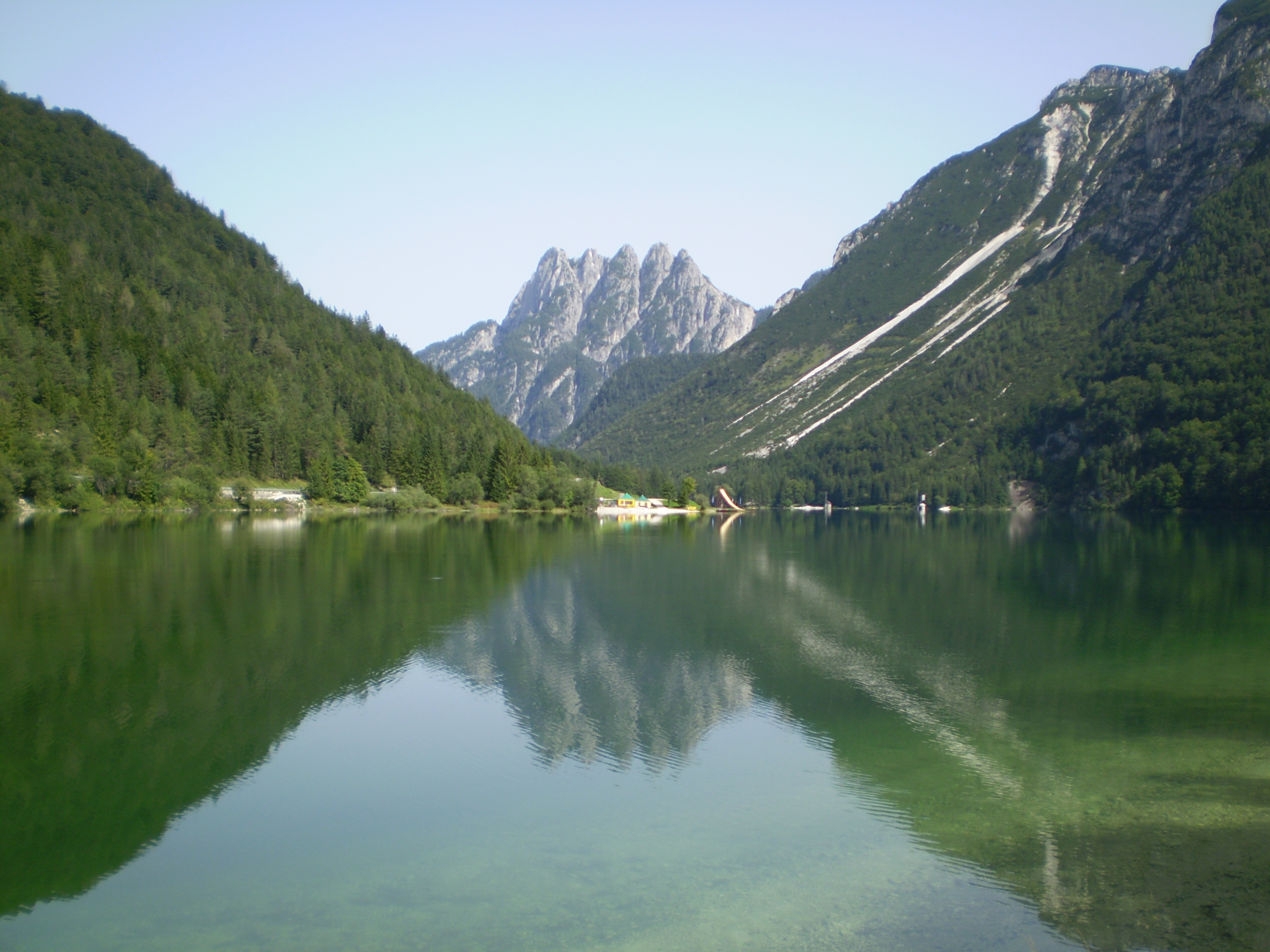
Il lago e le Cinque Punte
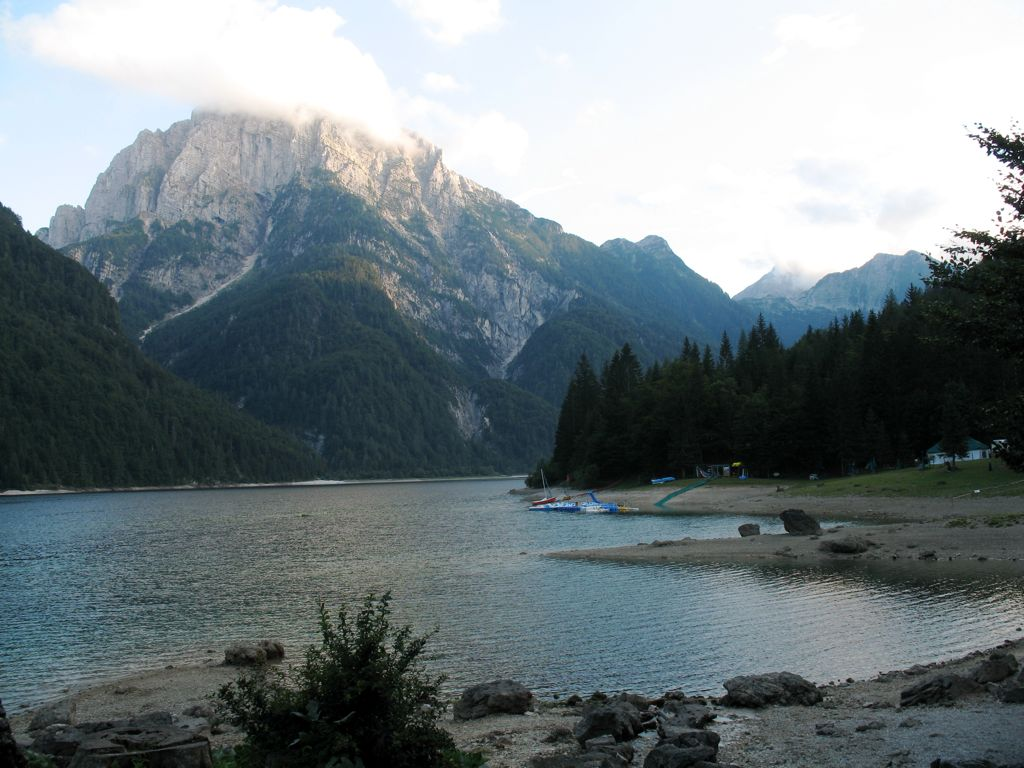
Il Lago in estate
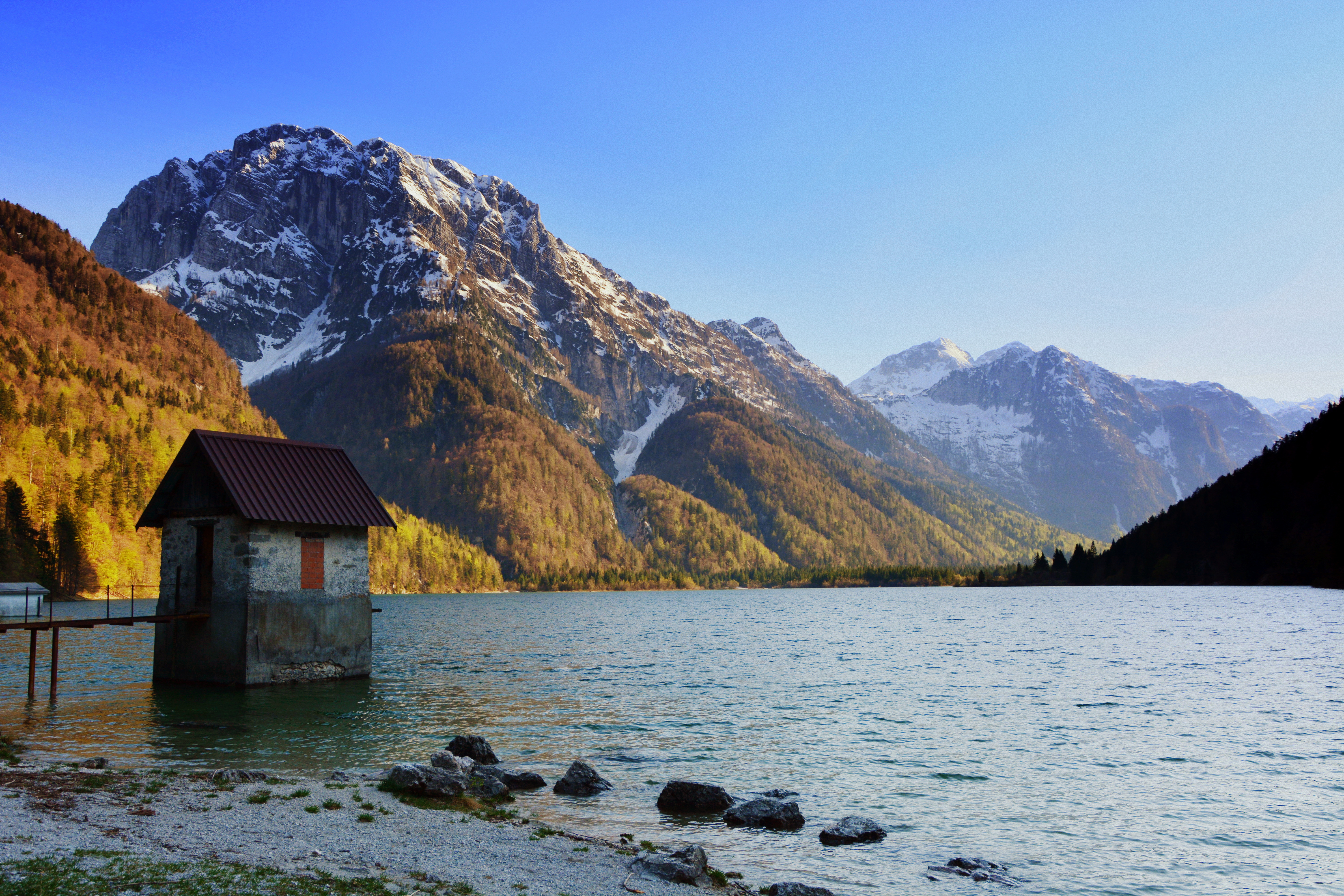
il Lago in autunno
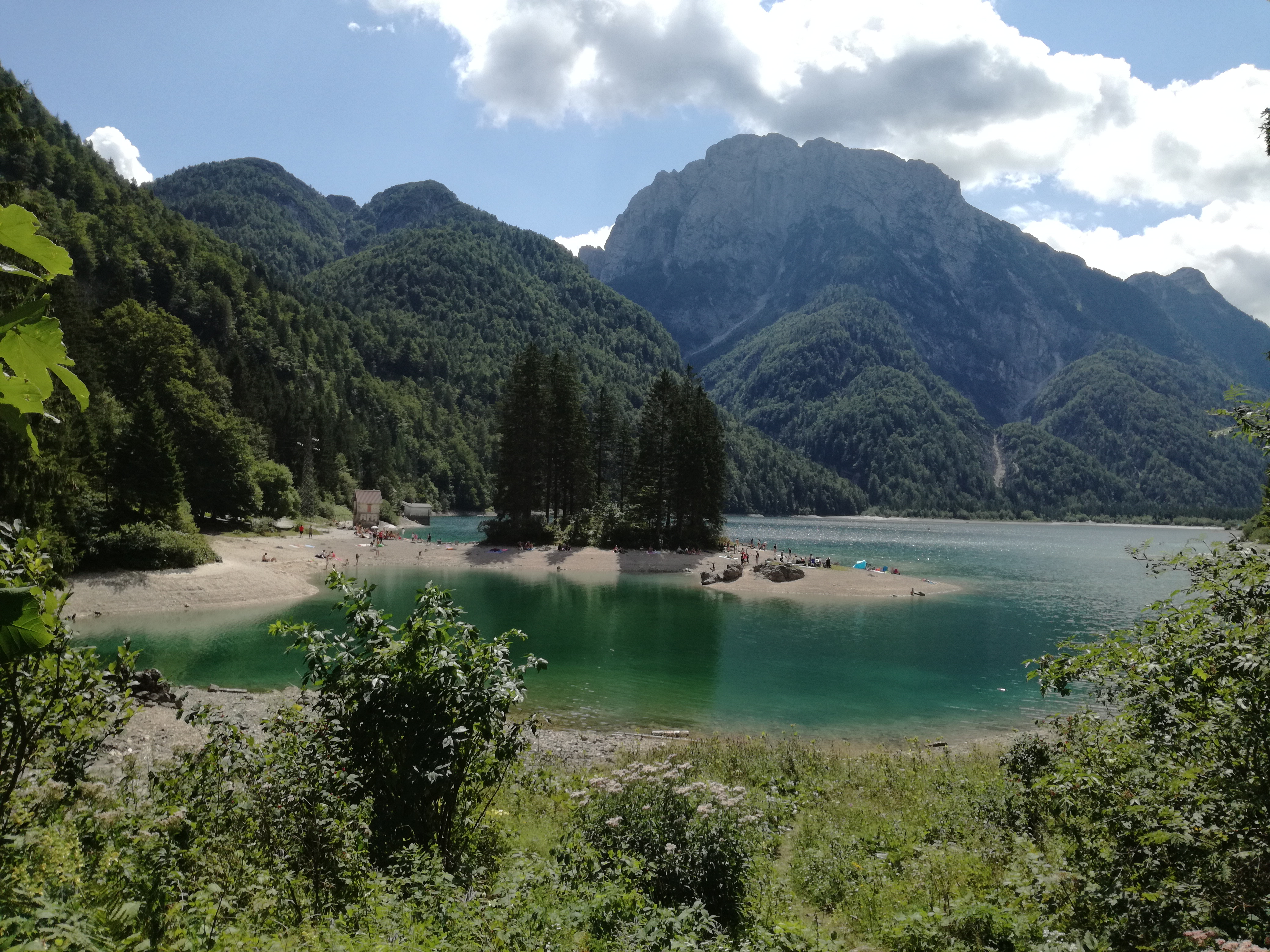
Il Lago in estate
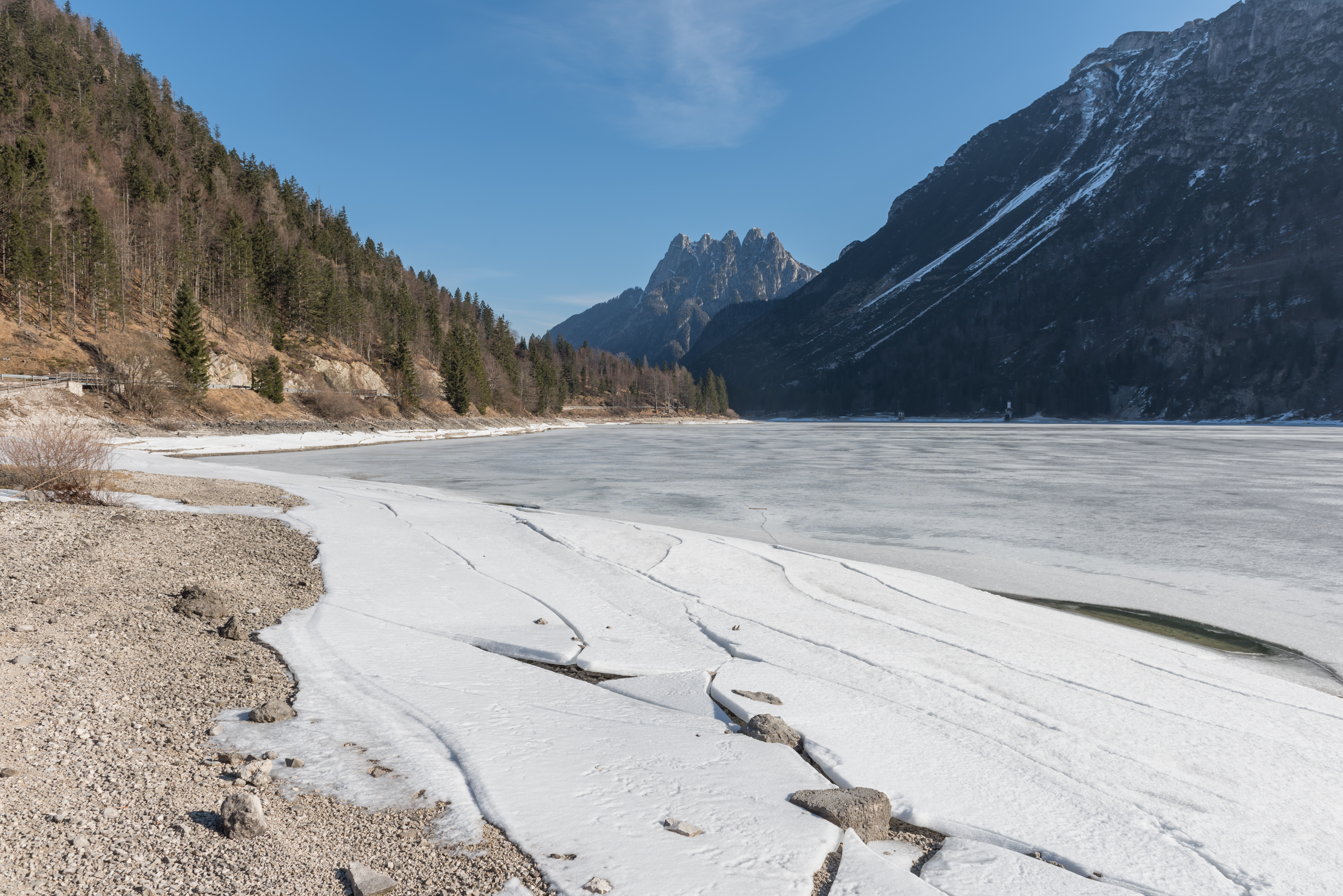
Il Lago del Predil e le Cinque Punte in inverno